# Język apma
Język apma (a. abma), także: raga centralny, daleda – język austronezyjski z grupy języków oceanicznych, używany przez grupę ludności na wyspie Raga (Pentecost), należącej do państwa Vanuatu. Posługuje się nim 8 tys. osób.
Dzieli się na trzy główne dialekty: suru mwerani, suru rabwanga i suru kavian. Najbardziej znaczący (pod względem liczby użytkowników i zasięgu geograficznego) jest dialekt suru mwerani. Suru kavian jest na tyle odrębny od pozostałych, że często uchodzi za oddzielny język. Dialekty asuk (asa, asu) i wolwolan (volvoluana) nie są już używane bądź nie zostały bliżej poznane. Dialekt asuk zachował się w postaci fragmentarycznych wspomnień.
Język apma, ze względu na izolację geograficzną jego użytkowników (zwłaszcza na wschodnim wybrzeżu), w dużym stopniu oparł się wpływom zewnętrznym.
Jest zapisywany alfabetem łacińskim. Badaniem tego języka zajmowali się m.in. Cynthia Schneider i Andrew Gray. Wskutek ich działalności dialekt suru mwerani został dobrze opisany w literaturze (dostępne są słownik, gramatyka i materiały alfabetyzacyjne). Piśmiennictwo jest słabo rozwinięte.